# Таљабоа (Порторико)
Таљабоа (шп. Tallaboa) град је у америчкој острвској територији Порторико, острвској држави Кариба.

## Демографија
По попису из 2010. године број становника је 925, што је 225 (-19,6%) становника мање него 2000. године.
| Група             | 2000.         | 2010.       |
| Белци             | 2 (0,2%)      | 1 (0,1%)    |
| Афроамериканци    | 60 (5,2%)     | 144 (15,6%) |
| Азијати           | 0 (0,0%)      | 9 (1,0%)    |
| Хиспаноамериканци | 1.147 (99,7%) | 922 (99,7%) |
| Укупно            | 1.150         | 925         |